# Mniejsze szkoły sokratyczne
Mniejsze szkoły sokratyczne – szkoły filozofii greckiej założone przez uczniów Sokratesa (tzw. sokratyków mniejszych). 
Nazwa ta ma je odróżnić platonizmu i jego kontynuacji w postaci arystotelizmu, również czerpiących z nauk Sokratesa, lecz którym przypisuje się większe znaczenie. Sokratycy mniejsi zajmowali się głównie zagadnieniami etycznymi i logicznymi.

## Szkoła cyników
- Greccy cynicy
Antystenes (założyciel szkoły cynickiej) (V-IV w. p.n.e.)
Diogenes z Synopy (412 r. p.n.e. – 323 r. p.n.e.) (radykalista)
Onezikritos z Astypalai (IV w. p.n.e.) (historyk podziwiający idee cynickie, bez praktyki)
Filiskos z Eginy (IV w. p.n.e.) (uchodzi za autora tragedii przypisywanych Diogenesowi)
Menander Cynik (uczeń Diogenesa)
Hegazjasz z Synopy (uczeń Diogenesa)
Monimos z Syrakuz (IV/III w. p.n.e.) (entuzjastyczny naśladowca Diogenesa i Kratesa)
Krates z Teb – najwybitniejszy uczeń Diogenesa
Hipparchia z Maronei – żona Kratesa
Metrokles z Maronei (IV/III w. p.n.e.) – brat Hipparchii, szwagier Kratesa
Trazyllos Cynik (znany jedynie z imienia)
Menedemos Cynik (III w. p.n.e.) (uczeń Kolotesa z Lampsakos, epikurejczyka)
Menippos z Gadary (III w. p.n.e.)
Bion z Borystenes (IV/III w. p.n.e.)
Kerkidas z Megalopolis (III w. p.n.e.)
Teles z Megary (III w. p.n.e.)
Meleagros z Gadary (II/I w. p.n.e.)
- Rzymscy cynicy (stoicyzujący i uduchowieni)
Demetriusz Cynik (I w n.e.)
Dion Chryzostom (I – II w n.e.) (autor 80 mów w formie diatryb)
- Cynizm inspirujący się dawnym radykalizmem kontestującym:
Agatobulus (I poł. IV w. p.n.e.) (nauczyciel Demonaksa i Peregrinosa)
Demonaks (I – II w n.e.)
Peregrinos Proteus (zm. 165 n.e. przez samospalenie)
Sostratos z Beocji (być może współczesny Demonaksowi)
Teagens Cynik (naśladowca Peregrinosa)
Ojnomaos z Gadary (II w n.e.)
Maksymos z Aleksandrii (IV w n.e.) (łączył cynizm z chrześcijaństwem)
Sallustios z Syrii (być może 430 r. n.e.) (ostatni cynik znany z imienia)

## Szkoła cyrenaików
- Wczesny cyrenaizm
Arystyp (Starszy) z Cyreny (II poł. V – I poł. IV w. p.n.e.) (prawdopodobnie założyciel szkoły)
Arete z Cyreny (IV w. p.n.e.) (córka Arystypa)
Arystyp (Młodszy) Metrodydaktos (II poł. IV w. p.n.e.) (syn Arete, wnuk założyciela szkoły)
Antypater z Cyreny (IV w. p.n.e.) (uczeń Arystypa Starszego z Cyreny)
Epitimides (IV w. p.n.e.) (uczeń Antypatra z Cyreny)
Paraibates z Cyreny (IV/III w. p.n.e.) (uczeń Epitimidesa z Cyreny)
Arystoteles Cyrenaik (IV/III w. p.n.e.)
- Późny cyrenaizm
Hegezjasz z Cyreny (IV/III w. p.n.e.) i jego zwolennicy
Annikeris z Cyreny (prawd. współczesny Hegezjaszowi) i jego zwolennicy
Teodor z Cyreny (zwany Ateistą) (IV/III w. p.n.e.) (uczeń Annikerisa) i jego zwolennicy

## Szkoła megarejska
- Euklides z Megary i jego uczniowie
Euklides z Megary (V-IV w. p.n.e.) – założyciel szkoły
Dioklides z Megary (uczeń Euklidesa, znany z imienia)
Dionizjos z Chalcedonu (jeden z nauczycieli Teodora Ateisty)
Ichtyas (znany z imienia)
Kleinomachos z Turioj (znany z imienia)
- Eubulides z Miletu i jego uczniowie
Eubulides z Miletu (IV w. p.n.e.) – jeden z głównych przedstawicieli szkoły
Eufantos z Olintu (historyk, autor tragedii, nauczyciel Antigonosa Gonatasa)
Mamnon (?)
Aleksinos z Elidy (IV/III w. p.n.e.) (polemizował z Zenonem z Kition)
- Diodor Kronos i jego uczniowie
Apollonios Kronos (nauczyciel Diodora Kronosa, znany z imienia)
Diodor Kronos (IV w. p.n.e.) – jeden z głównych przedstawicieli szkoły
Filon Dialektyk (prawdopodobnie bezpośredni uczeń Diodora)
Pantoides Dialektyk (napisał dzieło O amfibologiach, z którym polemizował Chryzyp)
Córki Diodora: Argeia, Teognis, Artemizja, Pantakleia
- Stilpon i jego uczniowie
Pazikles z Teb (nauczyciel Stilpona, nam nieznany)
Trazymach z Koryntu (nauczający Stilpona)
Stilpon (IV-III w. p.n.e.) – jeden z głównych przedstawicieli szkoły
Filip Megarejczyk (uczeń Stilpona, nam nieznany)
Simmias z Syrakuz (uczeń Stilpona, poślubił jego córkę)
Alkimos Retor (uczeń Stilpona)
Arystydes (nam nieznany)
Difilos z Bosforu (dawny naśladowca Teofrasta, uczeń Stilpona)
Kleitarchos z Aleksandrii (pozyskany od cyrenaików uczeń Stilpona)
Metrodor Teoretyk (pozyskany od Teofrasta uczeń Stilpona)
Myrmeks (uczeń Stilpona, wcześniej mający zamiar go zabić)
Pajonejos Dialektyk (nam nieznany)
Frazidemos (dawny parypatetyk)
Timogoras z Geli (dawny naśladowca Teofrasta uczeń Stilpona)
- Brizon i jego uczniowie
Brizon (V/IV w. p.n.e.)
Poliksenos (sofista, uczeń Brizona)

## Szkoła elidzko-eretrejska
- Szkoła elidzka
Fedon z Elidy – założyciel szkoły w Elidzie
Pleistanos z Elidy (następca Fedona)
Pazifon z Eretrii (o którym mało wiemy)
Anchipylos z Elidy (uczeń Fedona)
Moschos z Elidy (uczeń Fedona)
- Szkoła eretrejska
Menedemos z Eretrii – przeniósł szkołę do Eretrii i nią kierował
Asklepiades z Fliuntu – przeniósł szkołę do Eretrii i kierował nią wraz z Menedemosem